# マルバネクワガタ属
マルバネクワガタ属 (マルバネクワガタぞく、Neolucanus) は、昆虫綱甲虫目クワガタムシ科に属する分類群。日本の南西諸島を北限に、東アジアからインドに渡って分布する。ツヤクワガタ属Odontolabisにまとめられることもある。

## 概説
オスの場合、大歯型では大顎全体が上方に反り、先端付近の内歯で噛み合うようになっている。両歯型ではオニクワガタ属のようになり、系統発生学的には、ツヤクワガタ属だけではなく、オニクワガタ属やミヤマクワガタ属にも近いともいわれる。「円（まる）羽根」の名の通り上翅を含む平面形はズングリとしている。
体色は全身が黒いものが多く一般的には地味なイメージがあるが、全体或いは前翅のみが褐色のものや、ツヤクワガタ属の一部のように斜めに黄色い模様がついたり、頭部脇にツヤクワガタのような突起が発達する種類も存在する。判別も前胸背板の後角が尖り方、大顎の内歯の大きさ、有無によって行う。
ヤエヤママルバネクワガタのメスは体長57mm（2002年）で日本最大。マキシムマルバネクワガタは体長60mmを越え、クワガタムシのメスとしては世界最大級の大きさである。

## おもな種

### 日本

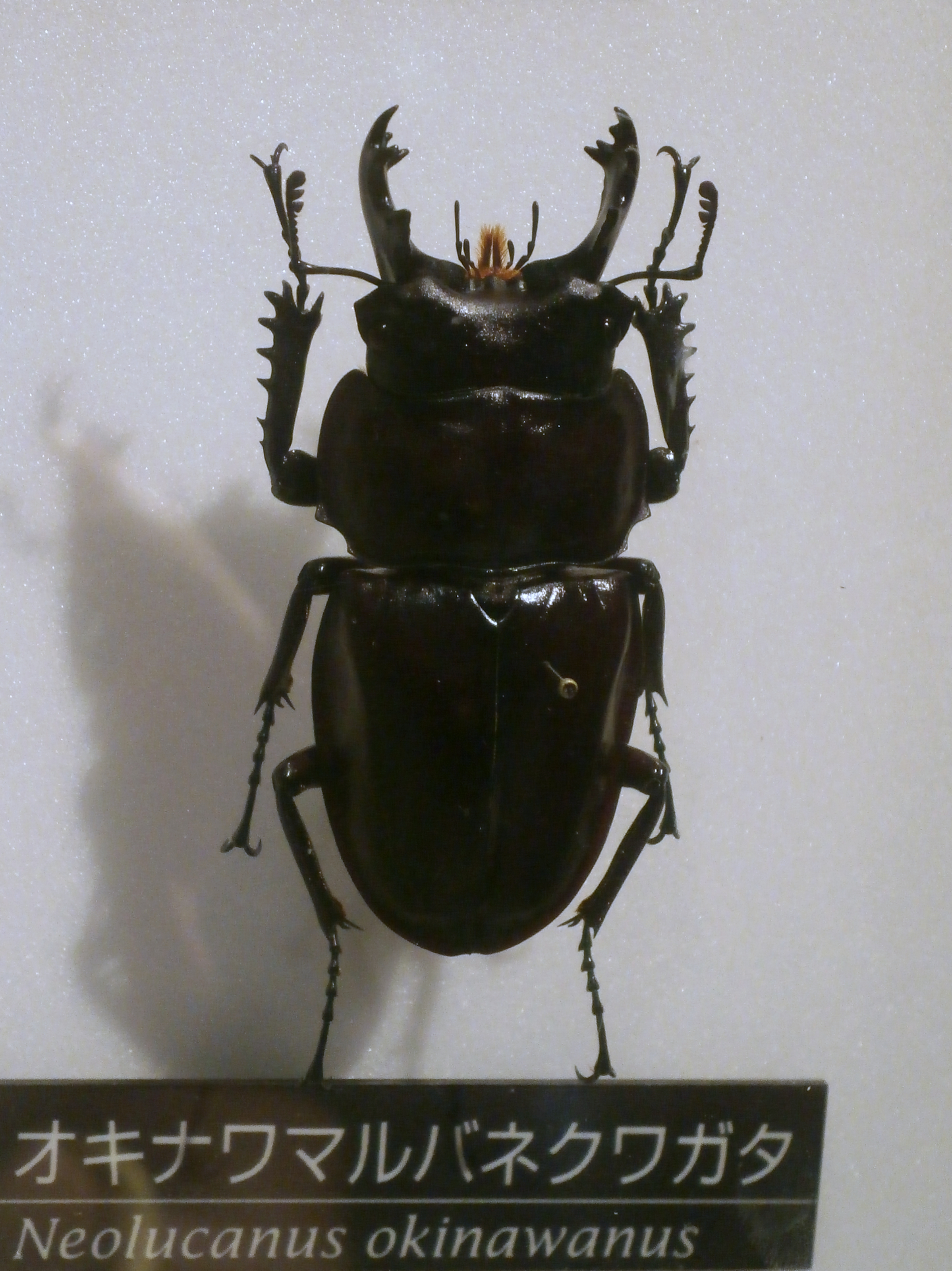
ヤエヤママルバネクワガタ（国立科学博物館の展示物、オキナワマルバネクワガタは明らかな誤表である）

日本では奄美群島以南の南西諸島に生息するためか馴染みが薄いが、最大個体は60mm以上になり、横幅もある。
今日知られる分類は水沼哲郎の熱心な研究によるところが大きく、以前はチャイロマルバネクワガタ以外全種全亜種が「タテヅノマルバネクワガタ」として括られていた。また、一般に採集されるようになったのは沖縄がアメリカ合衆国から返還された1972年以降で、おもに琉球大学の学生が最も早期から盛んに採集していた。
チャイロマルバネクワガタ Neolucanus insularis Miwa, 1929
石垣島、西表島に生息。体色が明るい茶色、体長は♂で18.8mm - 36.6mm（飼育下では35.7mm、2008年）と小型、昼行性、よく飛翔する、幼虫の食物が樹木の赤色腐朽物（フレーク）ではない、といった点で日本の他のマルバネクワガタと大きく異なる。生活史が長らく不明であったが、幼虫が林床土壌を食べて育つ生態を昆虫写真家山口進が解明した。石垣市では自然環境保全条例の施行規則を改正して、2015年5月から種指定、地域指定の両面から採捕、殺傷を制限しており、本種は保全種に指定されて石垣市内での採捕、殺傷が禁止されるとともに、於茂登岳周辺は保護地区に指定されてすべての動植物の捕獲、殺傷を控えることが求められている。
アマミマルバネクワガタ N. progenetivus Y. Kurosawa, 1976
原名亜種 N.p.progenetivus
奄美大島、徳之島に生息。旧タテヅノマルバネクワガタ亜種群中で最もオスの大顎の発達が悪く、大歯型は極めて稀である。体長は♂で43.3mm - 65.2mm（飼育下では68.3mm、2012年）。国産マルバネクワガタの中で年間の成虫出現期が最も早い。奄美大島、徳之島の全市町村で条例により捕獲が禁止されている。環境省第4次レッドリストでは絶滅危惧II類 (VU)（環境省レッドリスト）に指定されている。
ウケジママルバネクワガタ N. p. hamaii Mizunuma, 1994
請島に生息。1994年に鹿児島県の条例で採集が禁止された。さらに、2016年には絶滅のおそれのある野生動植物の種の保存に関する法律（種の保存法）に基づく国内希少野生動植物種に指定され、日本国内での捕獲や譲渡が原則として禁止されている。環境省第4次レッドリストでは絶滅の可能性が2番目に高い絶滅危惧IB類 (EN)（環境省レッドリスト）に指定されている。
オキナワマルバネクワガタ N. okinawanus Sakaino, 1984
沖縄本島北部に生息。黒色で艶がある。国産マルバネクワガタの最大種で体長は♂で43mm - 70mm（飼育下では71.9mm、2012年）。文献によってはアマミマルバネクワガタの亜種に分類されている。2016年に種の保存法に基づく希少野生動植物種に指定されており、捕獲や譲渡が原則として禁止されている。環境省第4次レッドリストでは絶滅危惧II類 (VU)（環境省レッドリスト）に指定されている。
ヤエヤママルバネクワガタ N. insulicola Y. Kurosawa, 1976
原名亜種 N. i. insulicola
石垣島、西表島に生息。体色は若干茶色味を帯びる。体長は♂で32.6mm - 67.0mm、♀で38.4mm - 57.0mm（飼育下では♂69.2mm、2006年）。幼虫はシイ、カシ、リュウキュウマツの樹洞内のフレークを食べて育つ。八重山諸島が生息地であるが、数は減少した。石垣市では自然環境保全条例の施行規則を改正して、2015年5月から種指定、地域指定の両面から採捕、殺傷を制限しており、本種は保全種に指定されて石垣市内での採捕、殺傷が禁止されるとともに、於茂登岳周辺は保護地区に指定されてすべての動植物の捕獲、殺傷を控えることが求められている。石垣市での捕獲禁止に伴い、規制のない西表島に採集者が殺到しており、日本甲虫学会では2016年10月12日に節度ある行動を呼びかけている。環境省第4次レッドリストでは準絶滅危惧（NT）（環境省レッドリスト）に指定されている。
ヨナグニマルバネクワガタ N. i. donan Mizunuma, 1985
与那国島に生息。体長は♂で35.4mm - 62.7mm（飼育下では65.0mm、2011年）。生息地はハブが生息していないため飼育用の材をとるための採集者が増えるとともに、開発が進んだため近年生息数が壊滅的に激減し4ヶ所あった生息地が1ヶ所に減少した。2011年に種の保存法に基づく国内希少野生動植物種に指定され原則採集や譲渡が禁止された。環境省第4次レッドリストでは絶滅の可能性が最も高い絶滅危惧IA類 (CR)（環境省レッドリスト）に指定されている。

### 日本以外
マキシムマルバネクワガタ N. maximus
原名亜種 N. m. maximus体長♂42mm - 74.2mm 飼育69.2mm（2007）
　　　　　　インドシナ半島に分布。N. m. confucius  　インドに分布。    N. m. fujitai   　福建省に分布。    N. m. vendli   　台湾に分布。国内産マルバネクワガタとの競合、交雑等を防ぐことを目的にに2018年1月15日から本種を含むサンダースマルバネクワガタ種群が特定外来生物に指定され輸入、飼養や運搬、野外に放つことが原則として禁止された
パリーマルバネクワガタ N. parryi
インドシナ半島に分布。斜めの黄色い模様を持つが、うっすらと模様があるもの、斜めより少しふっくらとしているものなどもいる。
アカマルバネクワガタ N. swinhoei Bates, 1866
台湾に分布。N. nitidus (Saunders, 1854) に類似しているので、亜種関係もある可能性をもつ。『月刊むし』によると、与那国島の海岸で採集されたという記録があるが、台湾から海流によって流れてきた可能性が高いといわれている。
デリカトゥスマルバネクワガタ N. delicatus
ベトナムに分布。大顎は他のマルバネクワガタよりも長くなり、先端に内歯が密集する。前翅が黒くなるタイプと、パリーフタマタクワガタのように赤味が付くタイプがいる。
ギガンテウスマルバネクワガタ N. giganteus
タイ北部・ラオス・ベトナム北部・中国南部に分布。ほっそりとした体型で、マキシムスの次ぐらいに大きくなる。体色は黒で、前翅は飴のような光沢を持つ。
ブレビスマルバネクワガタ N. brebis
ミャンマー・タイ北部・ラオス・中国雲南省。前翅を除いた胸部が太くなり、がっちりした印象がある。
カスタノプテルスマルバネクワガタ N. castanopterus
インド北部・ネパール・シッキム・ブータン・ミャンマー・タイ北部・中国雲南省に分布。頭部が小さく、前翅が褐色に色づく。
バラデバマルバネクワガタ N. baladeva
♂の最大体長66.3mm（飼育65.2mm）。
ラティコリスマルバネクワガタ N. laticolis
ジャワに分布。